# Reischen
Reischen (toponimo tedesco; in romancio Reschen, in italiano Resseno, desueto) è una frazione del comune svizzero di Zillis-Reischen, nella regione Viamala (Canton Grigioni).

## Storia
Già comune autonomo istituito nel 1851, nel 1875 è stato accorpato all'altro comune soppresso di Zillis per formare il nuovo comune di Zillis-Reischen.

## Monumenti e luoghi d'interesse
- Chiesa riformata, eretta nel 1709[1];
- Fortezza di Haselstein[1];
- Rovine della fortezza di La Tur[1].

## Società

### Evoluzione demografica
L'evoluzione demografica è riportata nella seguente tabella:
Abitanti censiti